# Fatafeat
Fatafeat (en árabe: فتافيت‎) es un canal de televisión de comida y estilo de vida de Oriente Medio propiedad de Takhayal Entertainment, que forma parte de Warner Bros. Discovery.
El 1 de abril de 2016, Fatafeat dejó de transmitir como canal gratuito y comenzó a transmitirse en el proveedor de satélite beIN bajo sus paquetes «Top Entertainment» y «Complete».